# La pena máxima (película de 2001)
La pena máxima es una película colombiana escrita por Luis Felipe Salamanca y Darío García sobre un cuento homónimo de José Luis Varela. Fue dirigida por Jorge Echeverry, estrenada el 15 de junio de 2001 y protagonizada por Enrique Carriazo. Relata la historia de un hombre que tras una enorme obsesión con la selección colombiana cometerá la peor decisión de su vida.

## Argumento
La película comienza con la canción de fondo "Soy colombiano" de Garzón y Collazos, cuando Mariano Concha (Enrique Carriazo), un empleado público, llega al Estadio El Campín donde su hermano menor Saúl (Robinson Díaz) está haciendo cola para comprar entradas para el partido de fútbol de Colombia vs Argentina, le da comida mientras discuten acerca de quien debe seguir haciendo cola para comprar las entradas.
La narración se traslada a los días anteriores, cuando en un primer partido entre Colombia y Argentina, las calles de Bogotá están vacías porque la gente está viendo el partido. Mariano ve el partido por televisión con su madre Rosa (Consuelo Moure), su abuela (Alicia de Rojas), el tío Pedro (Fernando Arévalo) el cual es seguidor de Argentina y Rita (Aura Helena Prada), la esposa actual de Pedro. El tío Pedro detesta a la Selección Colombia porque a diferencia de otros equipos no ha podido ganar muchos campeonatos de fútbol y se decepciona aún más cuando ve que los colombianos, especialmente sus sobrinos, celebran que el partido frente Argentina terminó en empate. Al mismo tiempo llega Luz Dary (Sandra Reyes), la esposa de Mariano, quien a regañadientes se va acompañada de Rita a comprar brandy a petición de Mariano. Tras el partido, los vecinos del barrio se emocionan porque la prensa entrevista a los padres y hermanos de Jorge Alfredo 'la Fiera' Sanabria, vecinos de los protagonistas. 'La Fiera' Sanabria es un futbolista estrella de la Selección Colombia, y por tanto, también vecino y conocido de los protagonistas.
Regresando al presente Saúl aun hace cola para comprar entradas para el segundo partido, mientras Mariano regresa a la casa y tiene relaciones con Luz Dary. Más tarde se revela que Mariano también sueña con independizarse con Luz Dary y esta le reprocha no estar al tanto de la eventual compra de un apartamento para que los dos vivan juntos y así independizarse de la familia Concha. Al día siguiente, Mariano y Saúl discuten con el tío Pedro sobre quién ganará el partido de revancha. Mariano irresponsablemente apuesta un dinero el cual consiste en los 6 millones de pesos ahorrados para comprar el departamento para su esposa y le propone a su tío apostar la casa, que en realidad es de la abuela, en contra. Saúl no esta de acuerdo con la apuesta, porque apuestan lo que no les pertenece. Pedro, sabiendo que Argentina ganará, acepta pero él hace una condición; si Argentina gana, Pedro se quedará con el dinero pero Mariano y Saúl tendrán que salir de casa. Mariano también acepta y ofrece lo contrario, si Colombia gana, Mariano se queda con el dinero, la casa y Pedro sería quien dejaría la casa. Ambos sellan la apuesta como caballeros ante la mirada asombrada de Saúl y la abuela.
En la tarde Mariano y Luz Dary van a retirar el dinero al banco y deciden celebrar su aniversario de bodas por la noche, aunque Luz Dary desconoce las intenciones de su marido. Más tarde se revela que Mariano es un empleado con algunas reprimendas en su currículum. Estando seguro de que el equipo colombiano ganará el partido, Mariano también apuesta los 6 millones de pesos a su jefe Ramírez (Gustavo Angarita), teniendo a su socio Emilio Gutiérrez (Fernando Solórzano) como garante de la apuesta con el dinero temporalmente en su cuenta. Ramírez acepta la apuesta y le exige que se quede la noche actualizando algunos papeles o trabajará el domingo, cuando Concha ya había comprado entradas para el partido. Mariano se queda a regañadientes y llama a su esposa Luz Dary por teléfono para decirle que le dio el dinero a Don Vicente Sanabria (Luis Fernando Munera), padre de 'La Fiera' quien les vendería el apartamento evitando sospechas sobre el dinero. 
Decepcionada de que su marido se quede la noche trabajando, Luz Dary celebra su aniversario con Saúl tomando unas copas. Saúl, aprovechando la embriaguez, intenta seducir a su cuñada, ambos van a un motel pero Luz Dary detiene a Saúl en el último momento y se va sola a la casa. Mariano huye sin terminar el trabajo y llega a casa antes que su esposa. Ambos discuten sobre la decisión de Mariano de no estar con ella porque está trabajando y el aburrimiento de Luz Dary en su casa sin poder salir a divertirse.
A la mañana siguiente, Saúl que regreso a la casa después de su borrachera le dice a Mariano que le había hablado cosas buenas de él a Luz Dary. Luego van a la iglesia donde le piden al sacerdote que haga que el equipo de Colombia gane el partido. El domingo por la mañana, Mariano y Saúl se preparan para ir al partido, pero se sorprenden de que el tío Pedro no esté listo para ir. Ambos van a su habitación donde intentan despertarlo y para sorpresa de Mariano, el tío Pedro está muerto; murió mientras dormía. Saúl comienza a sentirse culpable ya que tanto él como Mariano irritaron a su tío que sufría con cada partido, lo que podía acelerar su muerte de una enfermedad cardíaca. Saúl sigue indeciso sobre ir al partido, pero Mariano decide ir pase lo que pase, planean marcharse sin avisarle a nadie sobre el deceso de su tío, en esas Rita aparece con el desayuno para el tío Pedro, Saúl la convence de dejar que él entregue el desayuno, pero Mariano con su afán le dice que lo deje en la entrada del cuarto y se larguen cuanto antes al partido, pero Saúl se imagina que al llegar al estadio sean llamados por altavoz sobre la muerte de su tío y deban irse del estadio, Mariano regresándolo a la realidad lo convence de ir de una buena vez, pero Luz Dary descubre el desayuno tirado con lo cual procede a abrir el cuarto del Tío Pedro y ve que está muerto, alertando a Mariano, para su frustración y molestia inmediata.  
El cadáver del tío Pedro debe ser arreglado por los hermanos mientras avisan a la familia que pide colocarlo en su ataúd. Saúl, como último homenaje a su tío, le deja una radio junto a su cadáver, según Saúl, para que su tío pueda escuchar el juego en el más allá. Pero aun así Mariano decide ir a toda costa, pero varias circunstancias más desafortunadas se lo impiden; en su primer intento de escaparse el dúo de hermanos intentan desviarse de la ceremonia fúnebre y dirigirse al Estadio el Campín alegando que se perdieron, pero al no contar con más espacio en los otros coches deben llevarse a su abuela, cuando por fin llegan a la funeraria intentan fugarse por segunda vez, pero el coche se avería. Luz Dary y la abuela sorprenden al dúo tratando de arrancar el coche y los obligan ir a la velación, una vez adentro Saúl le revela a Luz Dary las intenciones de Mariano de ir al estadio a ver el partido, dejándola confundida. Mientras tanto Mariano llama por teléfono a su jefe Ramírez quien se niega a creer que su tío murió y que él está en la funeraria. Ramírez le advierte que Argentina está cerca de marcar un gol y que está a punto de ganar la apuesta. Mariano y Saúl tratan de huir esta vez llevando a su abuela discutiendo la necesidad de la anciana de ir al baño. Pero cuando intentan tomar un taxi al estadio fracasan por tercera vez ya que ven que del taxi se baja su tío Augusto (Diedo Vélez) para el funeral, obligándolos a devolverse y quedarse en la funeraria.  
Don Vicente, que fue a tomar café en una tienda invita a Luz Dary a tomar otro, conversan y Don Vicente le dice que Mariano nunca le compró el departamento y qué le tocó venderlo por insistencia de su esposa, Luz Dary comienza a tener dudas de la palabra de su esposo; en el partido Argentina está cerca de marcar un gol, mientras Mariano trata de saber cómo va el partido sale a la calle y le pide al celador (John Alex Toro) que le preste su radio con auriculares para actualizarse pero el celador se niega, Mariano trata de sobornarlo con dinero pero sigue negándose y esto provoca que Mariano se agarre con él pero Luz Dary furiosa lo sorprende y le dice que tienen que hablar sobre la verdad de la compra del apartamento, Mariano le confiesa a Luz Dary que apostó el dinero en el partido de fútbol para así ganar la casa del Tío Pedro la cual si ganaba la vendería para así tener más plata en mano, lo que desata la ira de la mujer. El partido termina en empate, por lo que la victoria debe decidirse por penales.  
Mariano tiene que levantar el ataúd de su tío con la frustración de no poder ir al estadio, pero se da cuenta de que puede oír el partido en el ataúd en donde está la radio que dejó Saúl adentro. Después de colocar el féretro en el nuevo sitio, Mariano acapara el ataúd para seguir la transmisión del juego, colocando su oreja. Mariano comienza a golpear el ataúd cada vez que Argentina anotaba gol, finalmente la Selección Colombia pierde el partido 3-4 contra Argentina debido a un penal que 'La Fiera' Sanabria no anotó, lo que sorprende a Mariano ya que perdió la apuesta quedando en bancarrota, diciendo con dolor ¡¡¡NO!!! varias veces hasta desmayarse, donde los demás familiares lo sacan del velatorio pensando que fue una reacción de la inesperada partida de su Tío Pedro. 
Los hinchas enfadados y vecinos de Sanabria vandalizan la casa de la familia del futbolista, llamándolos a todos ladrones. Más tarde, bajo la lluvia, Mariano y Saúl también toman represalias, Don Vicente los recrimina a ambos por sus acciones, incluyendo colocar la radio en el ataúd, (detrás de escena la familia se da cuenta de que hay una radio en el ataúd por lo que regañan a los hermanos por irresponsables y dejar que el fútbol esta primero que cualquier cosa).
Al día siguiente Mariano descubre que su esposa no regresó a casa. Él va a su lugar de trabajo para pedirle perdón, pero Luz Dary decide separarse de Mariano regresando a casa de sus padres, decepcionada por sus acciones y al darse cuenta de que no es un hombre de palabra. 
En el trabajo Mariano decide irse en medio de su tristeza, el jefe Ramírez obliga a Mariano a renunciar y le dice que ganó la apuesta ya que los 6 millones están ahora en su poder, lo acusa de no actualizar los papeles cómo se había acordado y de no creerle sobre la muerte de su tío. Mariano decide demandar a su jefe por despido improcedente y violación de sus derechos laborales. Al regresar a la casa Mariano se entera por Saúl de que el coche, a pesar de ser francés, tenía un sistema eléctrico completamente roto y que no era posible conseguir repuestos. En la entrada ven a su madre Rosa que les dice a sus hijos que deben abandonar la casa como parte de la apuesta con el difunto tío Pedro por ser una promesa y que deben agradecer que no van a cobrarles los 6 millones de la apuesta. Decisión confirmada por la abuela en su poca lucidez, quien le dice a ambos que se larguen de su casa.
Ambos caminan y Saúl con su equipaje deja solo a Mariano y se va en autobús. Saúl deambula por las calles de Bogotá y para sorpresa de Mariano, que estaba llorando solo en un mirador, Saúl le consigue entradas para otro partido de fútbol que será el próximo domingo donde los equipos son nacionales. Ambos se abrazan terminando la película con la canción de fondo inicial "Soy colombiano".

## Reparto
- Enrique Carriazo como Mariano Concha: Un empleado que trabaja en una notaría obsesionado con el fútbol pero que al tomar decisiones apresuradas terminará en bancarrota personal.
- Robinson Díaz como Saúl Concha: hermano menor de Mariano. Joven y también amante del fútbol pero su papel queda relegado a ser casi un esclavo de su hermano mayor.
- Sandra Reyes como Luz Dary de Concha: La desesperada esposa de Mariano. Aunque ama a su esposo, está aburrida de vivir con un soñador que no cumple lo que promete.
- Fernando Arévalo como Tío Pedro: Hombre de mediana edad casado con una joven y también amante del fútbol. A diferencia de sus sobrinos, apoya a la Argentina y odia a la selección colombiana. Sufre del corazón y su muerte inadvertida arruinará los planes de Mariano.
- Álvaro Bayona como 'El Gordo' Sanabria: El soberbio hermano mayor de 'La Fiera' Sanabria y ocasionalmente su entrenador.
- Consuelo Moure como Rosa: La madre de Mariano y Saúl, que no le ve ningún sentido al fútbol.
- Aura Helena Prada como Rita: La joven esposa de Pedro, preocupada por su salud y temiendo que tenga un ataque al corazón por sufrir en cada partido de fútbol.
- Luis Fernando Munera como Don Vicente Sanabria: Padre de la 'Fiera' Sanabria. Además de esto, está vendiendo un apartamento a Mariano y Luz Dary pero termina vendiéndolo a otra persona.
- Gustavo Angarita como Ramírez: El oscuro jefe de Mariano y Gutiérrez. Odia a Mariano por ser un empleado inepto y desea despedirlo. Duda de que la Selección Colombia gane el partido.
- Fernando Solórzano como Emilio Gutiérrez: Compañero y quizás único amigo de Mariano.
- Alicia de Rojas como Abuela: Abuela de Mariano y Saúl, y madre de Pedro. Sufre de demencia senil pero tiene algunos momentos lúcidos.
- Ana María Arango como Etelvina de Sanabria: La madre de 'La Fiera' Sanabria.
- John Alex Toro como Celador.
- Diego Vélez como tío Augusto.
- Iván Rodríguez como sacerdote
- Diego Vásquez como vecino y aficionado
- Juan Carlos Arango como taxista
- Marco Antonio López como don Lucho, dueño de una pequeña tienda.

## Versiones
En 2018, se estrenó su versión en producción colombo-mexicana, bajo el nombre de Tuya, mía… te la apuesto, dirigida por el colombiano Rodrigo Triana y protagonizada por el actor mexicano Adrián Uribe.